# Canthidium depressum
Canthidium depressum là một loài bọ cánh cứng trong họ Bọ hung (Scarabaeidae).